# Astroscopus
Astroscopus és un gènere de peixos pertanyent a la família dels uranoscòpids.

## Descripció
- Cos robust i cobert d'escates.
- Cap gros i aplanat per dalt.
- Ulls a la part de dalt del cap.
- Sense escates per darrere dels ulls.
- Nariu frontal arrodonit.
- Dues aletes dorsals molt properes l'una a l'altra.[2]

## Distribució geogràfica
Es troba a les aigües tropicals i temperades del Nou Món.

## Taxonomia
- Astroscopus guttatus (Abbott, 1860)[4]
- Astroscopus sexspinosus (Steindachner, 1876)[5]
- Astroscopus y-graecum (Cuvier, 1829)[6]
- Astroscopus zephyreus (Gilbert & Starks, 1897)[7][8][9][10][11][12]